# フェリクス・カジミェシュ・ポトツキ
フェリクス・カジミェシュ・シチェンスニィ・ポトツキ（ポーランド語: Feliks Kazimierz Szczęsny Potocki, 1630年 - 1702年5月15日）は、ポーランド・リトアニア共和国のマグナート、ヘトマン。

## 生涯
王冠領大ヘトマンを務めた大貴族スタニスワフ・レヴェラ・ポトツキの次男で、兄アンジェイもヘトマンであった。1661年、彼は王冠領野戦ヘトマンだったイェジ・セバスティアン・ルボミルスキ公の娘クリスティーナと結婚して5人の子供をもうけた。義父は1665年に国王ヤン2世カジミェシュに対して反乱を起こしている。クリスティーナとの死別後は長く独身を通したが、晩年になって再婚した。
フェリクスは1663年より王冠領副大膳官、1669年よりシェラツ県知事、1682年よりキエフ県知事、1683年よりクラクフ県知事、1692年より王冠領野戦ヘトマン、最晩年の1702年にクラクフ城代および王冠領大ヘトマンをそれぞれ務めた。ベウツ、クラスニスタフ、フルビェシュフ、ロプチツェ、ソカル、トルマチュ、ニスコの代官でもあった。
フェリクスは1655年から1664年までの間、共和国に対する反乱者および侵入者であるウクライナ・コサック、スウェーデン、トランシルヴァニアおよびロシア・ツァーリ国との戦いに従事した。1669年5月2日から6月19日まで開催された国王選出に際しての議会では、彼は議長としてミハウ・コリブト・ヴィシニョヴィエツキのポーランド王選出に貢献した。
フェリクスは1673年のホチムへの遠征で勇名を馳せた。彼はヤン・ソビェスキの国王選出を支持し、大トルコ戦争中の1683年にはウィーン遠征を準備したほか、クリミア・タタール人やトルコ人との長きにわたる戦いを続けた。1698年、フェリクス・ポトツキに率いられたポーランド軍はピドハイツィの戦いで、ポーランドに進撃してきたタタールの軍勢を完膚なきまでに粉砕した。

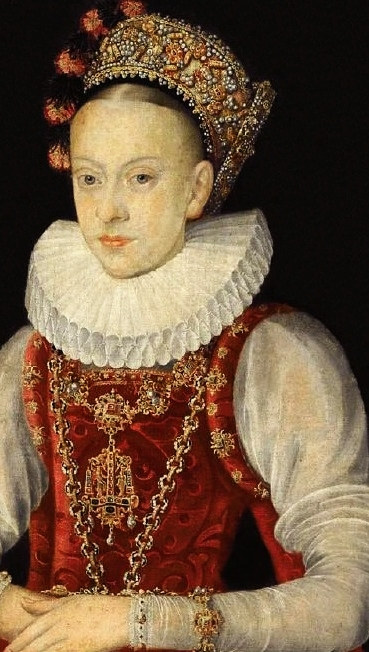
最初の妻クリスティーナ・ルボミルスカ